# NCSM Terra Nova (DDE 259)
Pour les articles homonymes, voir Terra Nova.
Le NCSM Terra Nova (DDE 259) est un destroyer d'escorte de la classe Restigouche, construit en 1959. Il subit deux améliorations successives : la première en 1968 pour le conformer à la classe IRE et la deuxième en 1984 à la classe DELEX. Le Terra Nova servit pendant la guerre du Golfe en 1991 et fut retiré du service le 11 juillet 1997.
Ainsi que tous les autres destroyers canadiens de la guerre froide, le Terra Nova reçut le nom d'une rivière du Canada, en l'occurrence celui de la rivière Terra Nova à Terre-Neuve (le nom de la rivière est d'ailleurs la forme latine de Terre-Neuve).
Le Terra Nova fut le dernier de sa classe à être retiré du service. Après avoir été retiré du service, il fit une apparition en tant que destroyer américain dans le film K-19 : Le Piège des profondeurs.